# Psylliodes
Psylliodes es un género de escarabajos de la familia Chrysomelidae. Algunas de las especies son consideradas plaga, como por ejemplo Psylliodes chrysocephalus, fundamentalmente en su etapa larval, ya que retarda el crecimiento de plantas jóvenes al hacer que se desprendan sus tallos y pecíolos. Una situación similar se presenta con Psylliodes chrysocephalus, conocida por atacar las semillas de plantas oleaginosas, particularmente en el invierno de varios países de Europa, incluyendo Alemania. Otras especies sin embargo son utilizadas para el control de malezas, como es el caso de Psylliodes chalcomera en relación con Centaurea solstitialis.
Aunque es uno de los géneros con más especies de esta tribu, es uno de los menos conocidos. No hay una clasificación adecuada, ya que las especies y subespecies fueron integradas teniendo en cuenta características diferentes en épocas distintas. Uno de los parámetros de clasificación es la forma de los élitros o alas anteriores de los coleópteros.
El género está compuesto por unas 200 especies, la mayoría (137) provenientes de la región Paleártica, incluyendo Europa del este y del norte. También puede encontrarse en Japón y la península ibérica. La lista varía dependiendo de cual sea la fuente que se utilice. Según NCBI:
- Psylliodes affinis
- Psylliodes chalcomerus
- Psylliodes chrysocephalus
- Psylliodes crambicola
- Psylliodes cupreus
- Psylliodes dulcamarae
- Psylliodes fusiformis
- Psylliodes gibbosus
- Psylliodes gougeleti
- Psylliodes hispanus
- Psylliodes hospes
- Psylliodes laticollis
- Psylliodes luridipennis
- Psylliodes luteolus
- Psylliodes marcidus
- Psylliodes napi
- Psylliodes pallidipennis
- Psylliodes sophiae

Según ITIS:
- Psylliodes affinis (Paykull, 1799)
- Psylliodes chalcomerus (Illiger, 1807)
- Psylliodes chrysocephalus (Linnaeus, 1758)
- Psylliodes convexior J. L. LeConte, 1857
- Psylliodes credens Fall, 1933
- Psylliodes cucullatus (Illiger, 1807)
- Psylliodes elegans Horn, 1889
- Psylliodes guatemalensis Jacoby, 1885
- Psylliodes napi (Fabricius, 1792)
- Psylliodes picinus (Marsham, 1802)
- Psylliodes punctulatus F. E. Melsheimer, 1847
- Psylliodes sublaevis Horn, 1889
- Psylliodes verisimilis Fall, 1933

Según otras fuentes se incluyen:
- Psylliodes abdominalis
- Psylliodes aemulans
- Psylliodes aereus
- Psylliodes algiricus
- Psylliodes altimontana
- Psylliodes amplicollis
- Psylliodes amurensis
- Psylliodes analogicus
- Psylliodes anatolicus
- Psylliodes angusticeps
- Psylliodes appalachianus
- Psylliodes astenicus
- Psylliodes attenuatus
- Psylliodes azoricus
- Psylliodes baluchistana
- Psylliodes belarbii
- Psylliodes biondii
- Psylliodes brisouti
- Psylliodes burangana
- Psylliodes caneparii
- Psylliodes cantonensis
- Psylliodes cerenae
- Psylliodes cervinoi
- Psylliodes circumdatus
- Psylliodes coelestis
- Psylliodes concolor
- Psylliodes crambicola
- Psylliodes creticus
- Psylliodes cucullatus
- Psylliodes cupreatus
- Psylliodes cupreus
- Psylliodes danieli
- Psylliodes diversicolor
- Psylliodes dogueti
- Psylliodes drusei
- Psylliodes dulcamarae
- Psylliodes elongata
- Psylliodes erberi
- Psylliodes feroniae
- Psylliodes fiorellae
- Psylliodes frivaldszkyi
- Psylliodes fusiformis
- Psylliodes gibbosus
- Psylliodes glaber
- Psylliodes gougeleti
- Psylliodes gyirongana
- Psylliodes heikertingeri
- Psylliodes hermonensis
- Psylliodes hispanus
- Psylliodes hospes
- Psylliodes huaxiensis
- Psylliodes hyoscyami
- Psylliodes illyricus
- Psylliodes infandus
- Psylliodes inflatus
- Psylliodes instabilis
- Psylliodes insularis
- Psylliodes isatidis
- Psylliodes kiesenwetteri
- Psylliodes kikuyuanus
- Psylliodes konstantinovi
- Psylliodes laevicollis
- Psylliodes laevifrons
- Psylliodes laticollis
- Psylliodes laurisilvae
- Psylliodes laxus
- Psylliodes leonhardi
- Psylliodes littoralis
- Psylliodes longicornis
- Psylliodes luridipennis
- Psylliodes luteolus
- Psylliodes macellus
- Psylliodes magnificus
- Psylliodes marcidus
- Psylliodes marcosellai
- Psylliodes maroccanus
- Psylliodes masai
- Psylliodes metatarsalis
- Psylliodes milleri
- Psylliodes napi
- Psylliodes nyalamana
- Psylliodes obscuroaeneus
- Psylliodes ozisiki
- Psylliodes pallidicolor
- Psylliodes pallidipennis
- Psylliodes parodii
- Psylliodes petasatus
- Psylliodes picinus
- Psylliodes picipes
- Psylliodes puncticollis
- Psylliodes pyrenaeus
- Psylliodes pyritosus
- Psylliodes rambouseki
- Psylliodes reitteri
- Psylliodes rhaicus
- Psylliodes ruffoi
- Psylliodes ruficolor
- Psylliodes saulcyi
- Psylliodes schwarzi
- Psylliodes semicnemis
- Psylliodes solarii
- Psylliodes sophiae
- Psylliodes springeri
- Psylliodes stolidus
- Psylliodes sturanyi
- Psylliodes subaeneus
- Psylliodes submontanus
- Psylliodes takizawai
- Psylliodes tarsatus
- Psylliodes teresae
- Psylliodes testaceoconcolor
- Psylliodes thlaspis
- Psylliodes toelgi
- Psylliodes umbratilis
- Psylliodes vehemens
- Psylliodes vindobonensis
- Psylliodes wachsmanni
- Psylliodes wrasei
- Psylliodes wunderlei
- Psylliodes yalvacensis